# Belinda M'Boma
Belinda M'Boma (sinh ngày 4 tháng 6 năm 1982 tại Caen, Pháp) là một cầu thủ bóng rổ người Malagasy sinh ra ở Pháp, đã chơi 28 trận cho câu lạc bộ Charleville-Mézières của giải bóng rổ nữ hàng đầu giải đấu bóng rổ nữ hàng đầu ở Pháp trong mùa 2010-11.